# Nicolas Coustou

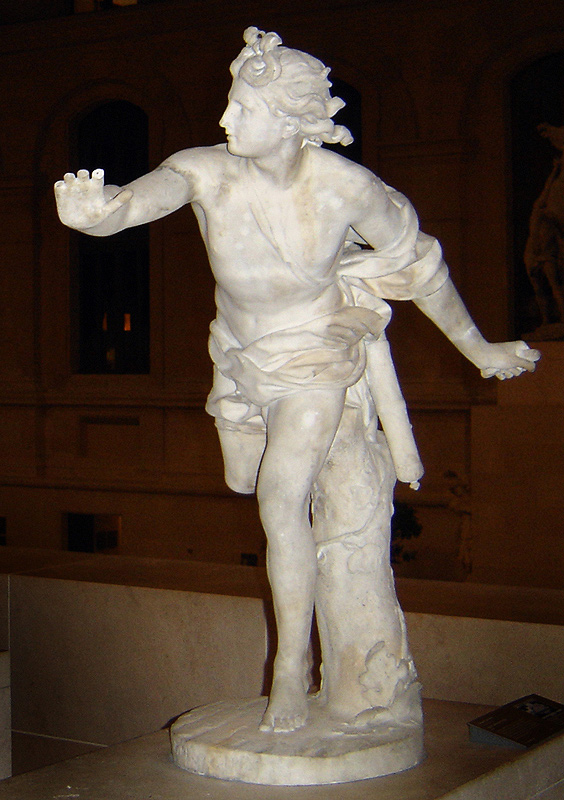
Apolo perseguindo Dafne. Louvre

Nicolas Coustou (Lyon, 9 de janeiro de 1658 - Paris, 1 de maio de 1733) foi um escultor da França.
Era filho de um entalhador, e com seu pai iniciou seu aprendizado. Era irmão de Guillaume Coustou, o Velho, também escultor. Com dezoito anos se mudou para Paris, estudando com Antoine Coysevox, seu tio materno, e com vinte e dois anos venceu o Prêmio de Roma, mudando-se para a Itália para aperfeiçoamento. Voltando à França, se tornou reitor e chanceler da Academia. Foi influenciado por Michelangelo e Alessandro Algardi. Muitas de suas obras pereceram na Revolução Francesa, mas sobrevivem diversas mais, como o grupo Apolo perseguindo Dafne, um caçador, relevos no Palácio do Louvre, e estátuas de Júlio César e de Luís XV. Seu filho, Guillaume Coustou, o Jovem, seguiu a carreira do pai.